# Voldgift
Voldgift (af gammeldansk waldgift - wald 'magt' og gift 'overgivelse') er en indgået aftale om, at parter i en eventuel tvist giver afkald på at indbringe uoverensstemmelserne for domstolene, men i stedet erklærer sig indforstået i at lade en sagkyndig opmand (under betegnelsen voldgiftsret) afgøre tvisten endeligt og bindende for de involverede parter.
En aftale om voldgift kan også indgås frivilligt mellem de involverede parter efter at tvisten er opstået.
En sag kan foretrækkes afgjort ved voldgift, frem for ved domstolene, af en række årsager. Ved voldgift opnås ofte en hurtigere afgørelse, især fordi en voldgiftskendelse som udgangspunkt ikke kan appelleres. Voldgiftskendelser kan kun appelleres hvis parterne har aftalt dette i voldgiftsaftalen. Voldgift kan i visse tilfælde være billigere end en retssag, fordi der ikke skal betales retsafgift. Dog skal der som regel betales højere salærer til voldgiftsdommerne end ved de offentlige domstole. Voldgift behandles således uden den offentlige domstol, og offentligheden har sjældent adgang til at følge sagens behandling. På den måde kan fx virksomheder undgå at risikere dårlig omtale i medierne som følge af en sag.
Voldgiftskendelser er bindende for parterne og kan tvangsfuldbyrdes af fogeden.
En voldgiftafgørelse forekommer bl.a. ikke sjældent i boligsager i forbindelse med uoverensstemmelser mellem sælger og køber.
I Danmark findes der to former for voldgift: institutionel voldgift og ad hoc voldgift. Ved institutionel voldgift anlægger parterne sagen ved et voldgiftsinstitut, der behandler sagen med udgangspunkt i instituttets faste rammer. Ved ad hoc voldgift har parterne næsten fuld kontrol over voldgiftsretten og kan således sammensætte retten efter deres egne ønsker.

## Voldgift mellem stater
Mellem en række lande er der indgået bilaterale traktater om at parterne forpligter sig til at henvise til voldgift alle tvistigheder, ligegyldig af hvilken art, som måtte opstå mellem dem, og som ikke har kunnet afgøres ad diplomatisk vej. Der er til det formål oprettet en permanent voldgiftsdomstol i Haag, men parterne kan også aftale brug af en anden voldgiftsdomstol.